# Маркиянов, Геннадий Александрович
Геннадий Александрович Маркиянов (28 августа 1934, Климово, Чувашская АССР — 11 октября 1991, Чебоксары) — советский чувашский композитор, музыкально-общественный деятель, журналист, педагог.

## Биография
Родился в крестьянской семье. Учился в Ибресинской средней школе. Окончил Чебоксарское музыкальное училище по классу фагота, Казанскую государственную консерваторию. Работал преподавателем в Чебоксарском музыкальном училище, редактором музыкальных передач Чувашского радио. С 1987 года по 1991 год — методист, заместитель председателя правления Музыкального общества Чувашской Республики.
Первая песня опубликована в республиканской газете «Молодой коммунист» в 1958 году. На композиторское творчество повлияли чувашские композиторы Ф. Лукин, Г. Хирбю, Т. Фандеев, А. Михайлов.
Автор создал около 80 сольных и хоровых песен на стихи В. Урташа, А. Лукина, В. Давыдова-Анатри, Ю. Петрова-Виръяла и др. Из них широкую известность получили «Комсомолецсем хаюлла» («Комсомольская отвага»), «Ытарайми анне санаре» («Песня матери»), «Шура Шупашкар» («Любимый город»), «Эп пелетеп хам кана» («Знаю я одна»), «Саншан мар и?» («Для тебя»), «Юрату юрри» («О любви»), «Машар кавакарчан» («Два голубя»), «Менле хайса калам-ши?» («Как же мне признаться?») и др.
Многие сочинения записаны в фонд Чувашского радио, исполняются профессиональными и народными коллективами, певцами Чувашской Республики. Его песни изданы в совместном с Н. Эривановым сборнике «Юрламасар чун чатмасть» («Когда душа ноет»; 1977 г.).

## Методико-просветительские труды
- «Музыка грамотин методики» («Методика музыкальной грамоты»)
- «Музыкана менле анланмалла» («Как понимать музыку»), изданные Чувашским книжным издательством в 1962, 1969 г.г., являются первыми образцами книг о музыке, написанных на чувашском языке.